# Alliopsis angustitarsis
Alliopsis angustitarsis este o specie de muște din genul Alliopsis, familia Anthomyiidae. A fost descrisă pentru prima dată de Malloch în anul 1920. Conform Catalogue of Life specia Alliopsis angustitarsis nu are subspecii cunoscute.